# Марк Тіссен
Марк Тіссен (англ. Marc Thiessen; нар. 13 січня 1967) — американський письменник, журналіст і політичний коментатор. Він працював спічрайтером міністра оборони Дональда Рамсфельда (2001–2004) і президента США Джорджа В. Буша (2004–2009). Статті Тіссена публікуються у Los Angeles Times, National Review, The Wall Street Journal, The Washington Post, The Weekly Standard, USA Today. Він також з'являється на Fox News, CNN, National Public Radio та інших ЗМІ. У січні 2010 The Daily Telegraph назвала Тіссена 97 зі «100 найвпливовіших консерваторів в Америці».